# John Bates
John Bates és un guitarrista i cantant canadenc. Va ser conjuntament amb Jeff Waters el fundador del grup de thrash metal Annihilator l'any 1984. Bates va escriure les lletres de moltes de les primeres cançons del grup (com per exemple Alison Hell o I am in Command). Tot i això, Bates només va ser el cantant del grup en la primera demo, Welcome To Your Death. Jeff Waters va declarar que sense Bates segurament Annihilator no existiria.
Més endavant Bates tornaria a col·laborar amb Annihilator component conjuntament algunes de les cançons dels àlbums King of the Kill, Refresh the Demon, Remains i Criteria for a Black Widow.
Actualment John Bates és el guitarrista i cantant del grup Big John Bates.